# 달링 인 더 프랑키스
《달링 인 더 프랑키스》(일본어: ダーリン・イン・ザ・フランキス, 영어: Darling in the Franxx)는 A-1 Pictures와 TRIGGER가 공동 제작한 일본의 애니메이션이다. 2018년 1월부터 7월까지 TOKYO MX 등에서 방송되었다. 2017년 7월에 트리거 애니메이션 엑스포 2017패널에서 발표되었으며, 만화는 야부키 켄타로가 연재하기 시작했고, 국제 스트리밍 서비스 크런치롤과 애니플러스 아시아가 동남아시아에서 동시방영을 시작했다. 서비스 파트너인 퍼니메이션은 2월 1일에 더빙 버전을 시작했다. 대한민국에서는 애니플러스에서 방송되었다.

## 줄거리
높은 에너지 효율을 가지는 "마그마 연료"의 채굴에 의해 지각 변동과 환경 파괴가 진행된 세계에 인류는 '규룡'으로 알려진 거대 생물체로부터 지속적인 위협을 받고 있다.
규룡에 대항하기 위해 조직된 천재 과학자 집단인 'APE'는 이동 도시인 플랜테이션을 개발했다.  '패러사이트'라고 불리는 아이들은 남녀 한 쌍으로 조종하는 프랑크스로 알려진 거대 메카를 조종하기 위해 키워진다. 패러사이트 아이들 중 한명인 '히로'는 과거에 사연이 많은 천재로, 어떠한 이유로 그의 파트너와 더 이상 프랑크스를 조종할 수 없게 되어 둘 다 훈련 프로그램을 마치는데 실패한다. 히로는 프로그램을 졸업 하지 못하고 귀환 하는 중에 갑자기 규룡에 의해 습격 당한다. 그때 규룡의 피와 붉은 뿔을 가진 악명 높은 프랑크스 조종사인 '제로 투'를 만나게 된다. 제로 투의 파트너가 조종 도중에 죽게 되자, 히로는 그녀의 새로운 파트너, 즉 "달링"이 되기로 한다.

## 설정
21세기 초, 국적불명의 과학자 그룹이 "APE"를 형성하고 랜드 마크 클럽과 함께 운영했다. APE는 혁신적인 채굴 기술을 도입하여 지하 깊은 곳에서 마그마 에너지를 파냄으로써 새로운 저비용의 모든 것을 압축하는 에너지원을 만들었다. 이 기술로 APE는 국제 경제와 정치에 큰 영향력을 가지게 되었고 인류 문명의 발전을 가속화시켰다.
2025년에 과학자 베르너 프랭크가 인간의 영생을 연구하기 위해  APE에 들어왔다. 그의 연구는 성공적이어서 처음에는 부유한 사람들이 생식 기능을 잃는 대신 영생을 할 수 있게 되었다. 결국 그 선택권은 누구나 이용할 수 있게 일반화되었다. 하지만 마그마 에너지의 과도한 사용으로 인해 사막화가 확대됨에 따라 자체적인 생태계를 지닌 플랜테이션들이 생겨나게 되었다는 설정이다.
2037년에 규룡들이 나타나 마그마 에너지 식물들을 공격하자, 베르너 프랑크는 5년 동안의 노력으로 프랑크스 부대를 개발했다. 프랑키스 부대를 만드는 과정에서 베르너의 아내인 카리나 밀사를 포함한 많은 사람들의 희생과 실패가 있었다. 베르너 프랭크는 제로 투를 창조하기 위해 규룡의 휴머노이드 공주의 머리카락 샘플에서 DNA를 추출하였다. 마침내 어른들과는 달리 아직 생식기능이 있는 아이들을 남녀 파트너로 하여 패러사이트가 만들어졌다.

## 주요 인물

### 히로
본작의 주인공. 본명"Code:016". 생일은 10월 15일 신장 168센티미터, 체중 58kg, 혈액형은 AB형 Rh-코드는 FP40-T3NL-016. 유년기에 같은 가든의 아이들에게 작명 스폰서인 특별반 중에서도 핵심적 존재에서 신동으로 평가되고 있었다. 하지만 이야기 개시 이전에 프랑크스를 다루는 능력을 잃고 패러사이트 후보생에서 탈락하는 낙오자로서 존재 가치를 찾을 수 없는 나날을 보냈다.
그런 때, 새로 스테이 멘을 찾은 제로 투와 스트렐리치아를 타면서 그녀와 함께 프랑크스에 탈 수 있는 특수 검사 대상 물체임이 판명되었다. 한때는 아빠들의 허가가 나오지 않고 울적한 생각에 시달리지만 이윽고 제로 투의 달링이 되기로 결심. 3번째 출격에서 그녀가 원인으로 일어나는 육체의 부진도 살아남게 된 것에서 제로 투와 공식 파트너가 된다.
제로 투는 초면인 것으로 알려졌으나 사실은 유년기에 비인도적인 생체 실험을 겪었던 그녀를 목격했고 그녀를 돕고 시설을 탈주했지만 잡혀서 기억을 소거 당하고 프랑크스를 다루는 능력또한 잃어버리고 만다. 그랑 크레바스전 뒤부터 이마에 뿔 같은 융기부가 나타나고 제로 투와 동질의 몸이 된 것이 시사되고 있다. VIRM전후에는 푸른색으로 발광하며 서로의 모퉁이를 언급하는 일로 제로 투와 의식을 링크시킬 수 있게 되었다. 그래도 기본은 히로의 앞머리에 파묻히고 숨어 있는 것이 대부분이었지만, 화성 주변에서 스트렐리치아·어 패스와 동화한 제로 투와 커넥트함으로써 상시 청색의 쯔노가 얼굴을 내미는 정도로 발달하고 또 눈도 제로 투와 같아져등 완전히 제로 투와 동질인 존재가 되었다.
캐릭터 디자인은 여주인공인 제로투에 휘말리는 주인공을 표현할 목적으로 중성적인 뉘앙스가 있도록 디자인되어 있다.

### 제로투
본작의 히로인. 본명"Code:002". APE직속 특수 친위 부대"9's(나인 즈)"의 엘리트 패러사이트에서 이 부대의 면면으로는 "9'ι(나인 이오타)"라는 암호명으로 불린다. 규룡의 여왕의 유전자를 이용하여 제조된 생명체이다. 머리에 나 있는 두 개의 붉은 뿔이 특징이다. 동시에 프랑크스에 탄 스테이 멘에는 노화 등의 부진이 나타나고 3번째 출격에서 꼭 죽는 것부터 『 파트너 살인 』의 악명을 가진다.
하지만 주인공 히로는 이 현상을 극복해냈다. 일인칭은 "나". 순진하고 유례없는 성격에서 규칙에 얽매이는 것을 싫어한다. 한편, 전투에 관해서는 합리적이고 냉소적인 생각을 가진다.
어린 시절은 새빨간 피부에 큰 뿔, 그리고 푸른 피를 흘리는 인간형 생명체로 랩에 챙기고 몇번이나 비인도적인 생체 실험을 당하고  있었다. 그런 때에 히로에게 구출 되어 랩에서 탈출하고 『 제로 투 』의 이름을 주어졌다. 갇혔던 때 유일한 마음의 지주로 했던 그림책"하긴 것으로 왕자"의 내용과 자신들을 거듭하다 히로와 결혼하기를 꿈꾸었으나 랩에 발견되어 히로는 기억이 소거된다. 그러나 그 후도 당시의 마음을 본능적으로 끌고 있어 많은 규룡 을 쓰러뜨리는 것에서 인간이 된다고 굳게 믿고 있다.
히로를 첫 대면 때 마음에 들어, 그를 "달링"라고 부르고 자신의 파트너로 하려고 한다. 한때는 본부로 귀환 명령이 내리지만 히로의 각오와 본심을 듣고 본부의 의향을 등지고 그와 함께 하는 것을 결정한다. 규룡 화가 진행되고부터는 경쟁적으로 규룡을 쓰러뜨리로 돌출하는 것이 늘면서 히로과의 엇갈림이 발생한 데 이어 히로의 신체의 변조가 나타남을 위험시되면서 9's로 소환되다. 그랑 크레바스전에서는 토미 프랭크스 박사의 준비한 스테이 멘을 축내면서 폭주 상태가 계속되고 자신을 구할 수 있도록 기체에 올라탄 히로의 설득으로 자아를 되찾고 서로의 호의를 재확인한다. 그 다음은 제13도시 패러사이트 전원으로부터 진정으로 받아들여지며 명실공히 팀의 일원이 되었다.
VIRM전후 영혼의 껍데기의 폐인 같은 상태가 되고 있었지만, 후에 영혼만이 스트렐리치아에 남아 있었고, 화성 주변 하늘 지역에서 계속 싸우고 있는 것을 발견했다.
조잡한 태도가 어울리는 살랑살랑한 여자 아이와 캐릭터성으로 디자인 되어 있어 분홍 빛 머리와 외취, 모서리 등에서 다른 비 스틸과 차별화가 도모되고 있다.

### 내용주
1. ↑  2018년 3월까지는 A-1 Pictures 코엔지 스튜디오

### 참조주
1. ↑  “『ダリフラ』2018年1月、TOKYO MXほかにて放送決定！　ゼロツーのイラストを使用した新CM公開”. 《アニメイトタイムズ》. 2017년 10월 19일. 2017년 10월 19일에 확인함.